# Tamara Rojo
Tamara Rojo (Montreal, 17 mei 1974) is een Spaanse balletdanseres. Ze is artistiek directeur van het San Franscico Ballet. Van 2012 tot 2022 was ze artistiek directeur van het English National Ballet, alsook prima ballerina. Ze was van 2000 tot 2012 prima ballerina bij het Royal Ballet.

## Uitgebrachte voorstellingen
- 2019: Giselle, als Giselle met James Streeter (Albrecht) en de English National Ballet

Met het Royal Ballet, tenzij anders aangegeven:
- 2012: Marguerite and Armand, als Marguerite met Sergei Polunin (Armand)
- 2011: La Bayadère, als Nikiya met Marianela Núñez (Gamzatti) en Carlos Acosta (Solor)
- 2008: Manon, als Manon met Carlos Acosta (Des Grieux)
- 2008: Sneeuwwitje, als Sneeuwwitje met een bijzondere samenstelling van Spaanse dansers
- 2007: Romeo and Juliet, als Juliet met Romeo met Carlos Acosta (Romeo)
- 2006: Chroma, abstract werk
- 2004: Five Brahms Waltzes in the Manner of Isadora Duncan, solo